# Sarcòfag d'Husillos
El Sarcòfag d'Husillos, datat a mitjan segle ii, és una peça importada de Roma i trobada a Husillos (província de Palència). Va ser tornat a utilitzar l'any 960 com a sepultura del Comte de Monzón Fernando Ansúrez. Es conserva al Museu Arqueològic Nacional d'Espanya a Madrid amb el número d'inventari 2839, on va ser adquirit el 1870 provinent de la Col·legiata de Santa María de la Devesa Brava, d'Husillos (província de Palència). La primera referència que se'n té es remunta al segle xvi, quan Ambrosio de Morales el va estudiar i del qual digué que es trobava «en aquesta església, al costat de l'Evangeli, al costat de l'Altar Major, en un arc antic llis»". Després d'ell el van estudiar Ceán el 1832, Quadrado el 1886 i Aureliano Fernández Guerra el 1872.

## Descripció
Està realitzat en marbre i s'hi representen en relleu diferents escenes de la història d'Orestes, en concret el mite de la venjança d'Orestes. En el centre, Orestes, fill d'Agamèmnon, rei de Mecenes, apareix nu i amb l'espasa a la mà després de donar mort a la seva mare i el seu amant Egist, culpables de l'assassinat d'Agamèmnon. Egist hi apareix amb la boca entreoberta i els braços inerts, i Clitemnestra amb el tors nu. Orestes està acompanyat pel seu amic Pílades i les Fúries (deesses de la ira). En una altra escena Orestes està dret, adormit al costat d'una roca, cansat i amb els remordiments propis de l'assassinat comès, i s'hi observa com són fets presoners i condemnats a mort tant Orestes com el seu amic Pílades. En una altra escena apareix consultant l'Oracle del temple d'Apol·lo. Al lateral esquerre del sarcòfag es representa el judici i el moment en què la deessa Atenea aconsegueix deslliurar Orestes donant-li el seu vot favorable.

## Galeria

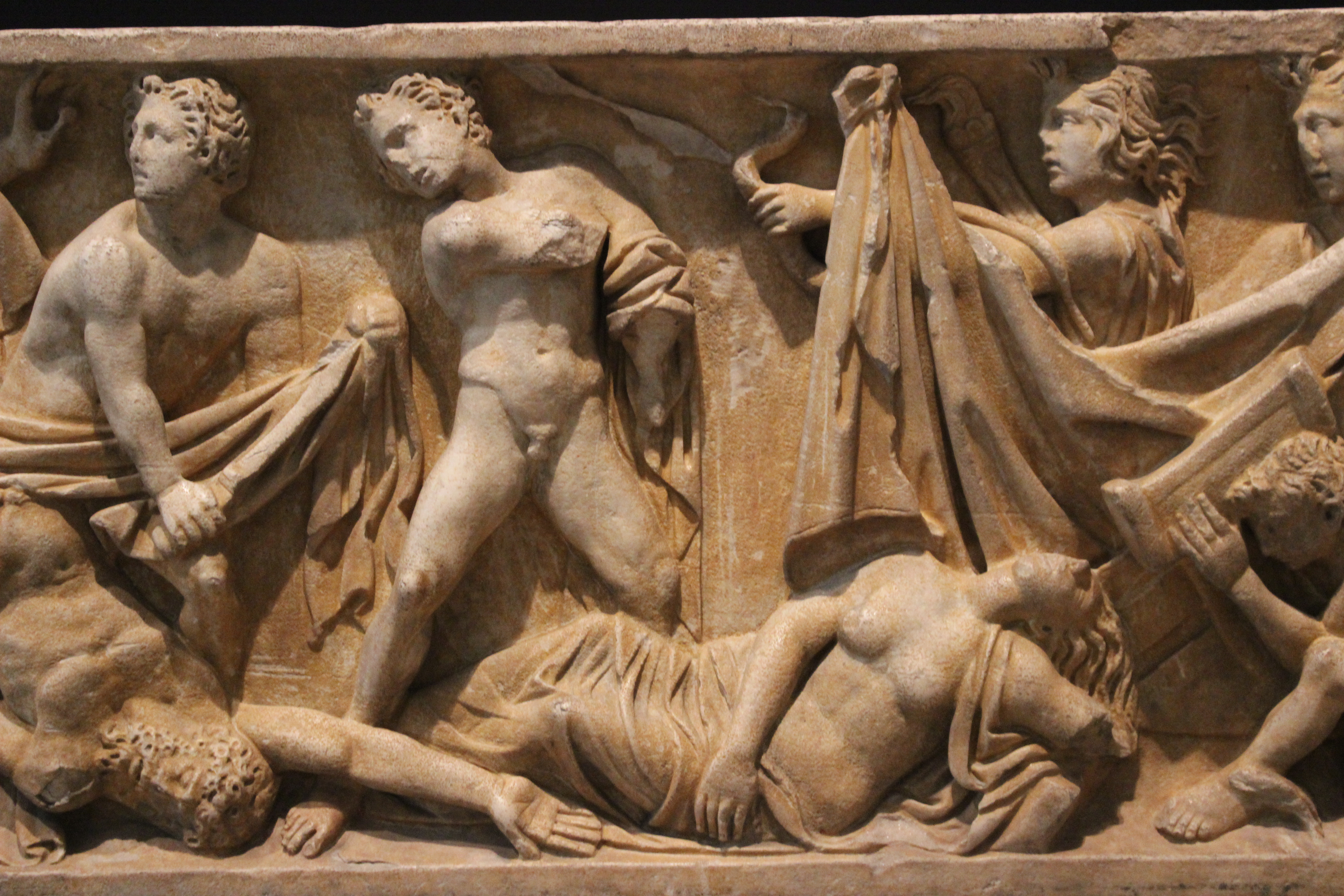
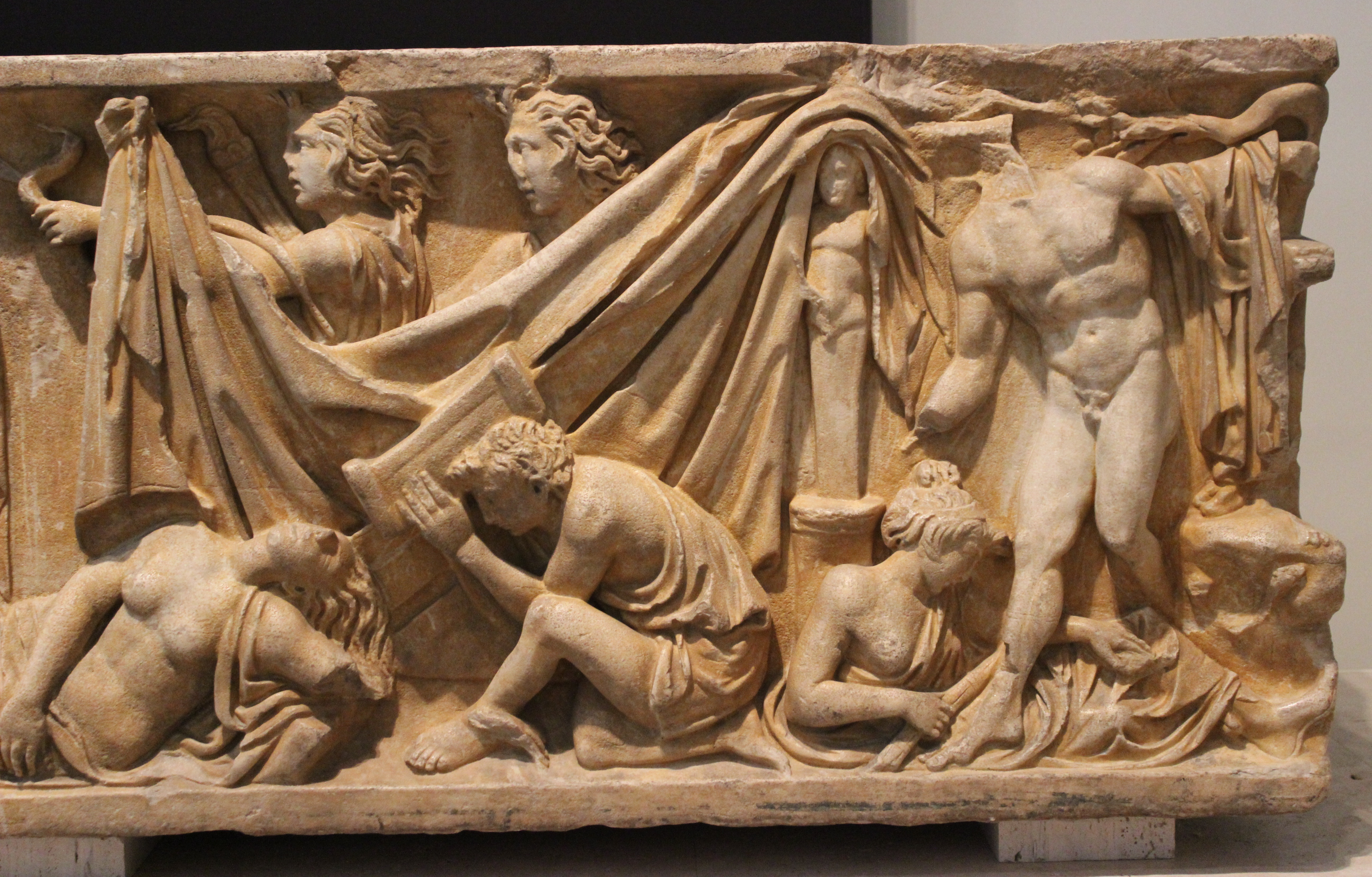
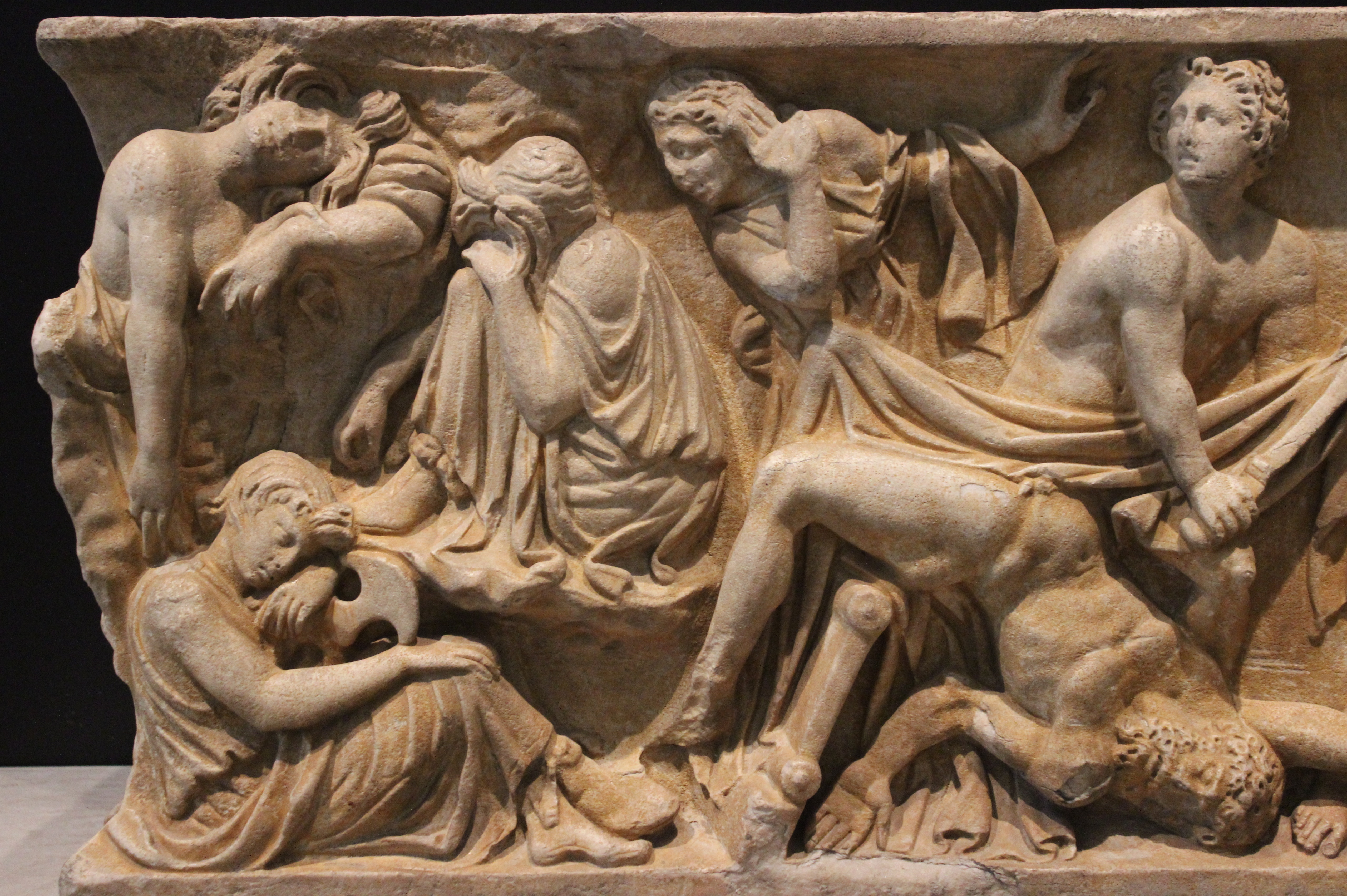